# Quercus jenseniana
Quercus jenseniana är en bokväxtart som beskrevs av Hand.-mazz. Quercus jenseniana ingår i släktet ekar, och familjen bokväxter. Inga underarter finns listade.